# Laganbron

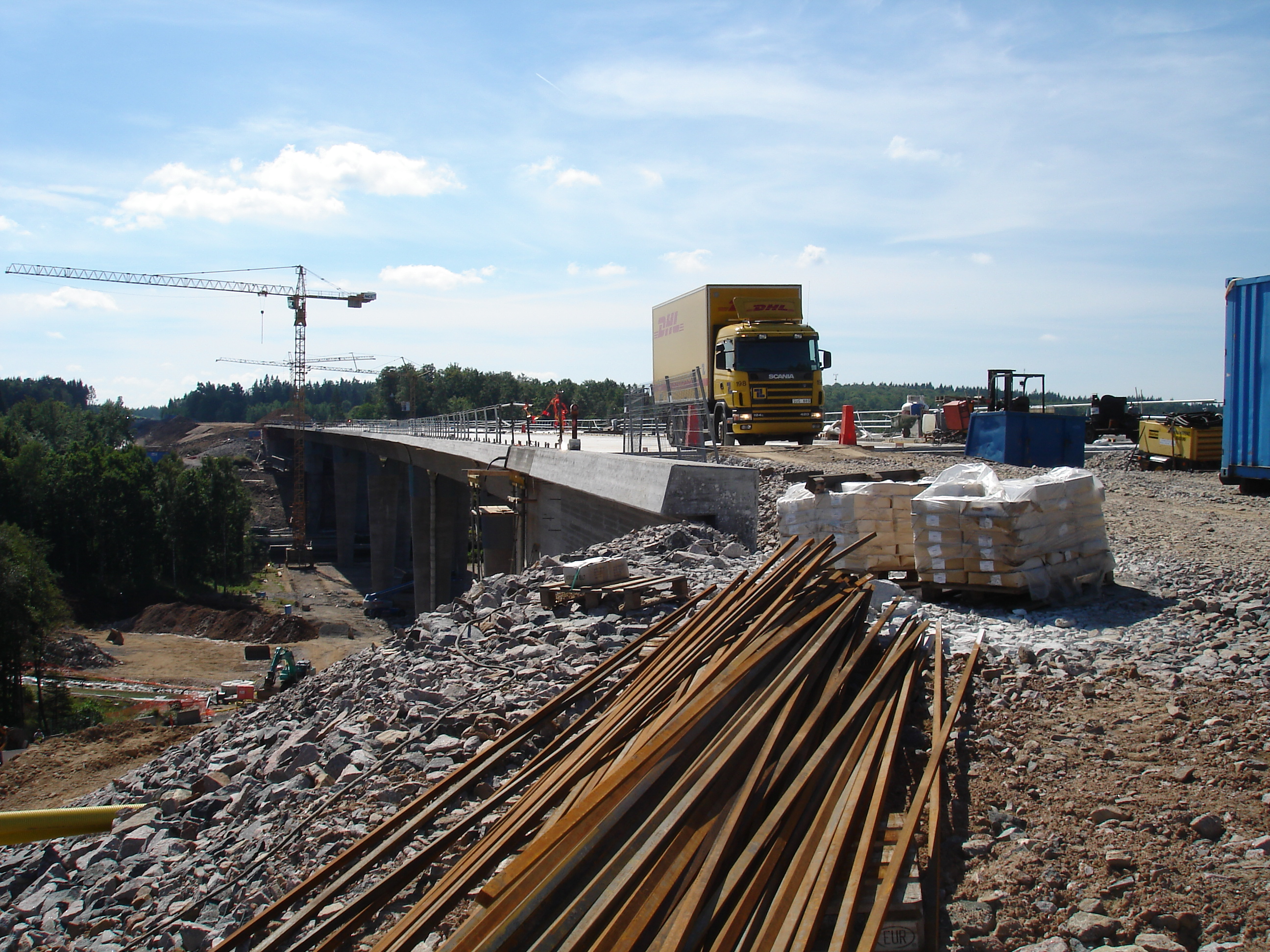
Laganbron 2005 under slutfasen av bygget

Laganbron är en bro för motorvägen E4 byggd över ån Lagan vid Sånna, som ligger mellan Markaryd och Strömsnäsbruk i Kronobergs län i södra Småland. Bron innebär en genväg för trafiken på E4:an och när den byggdes ingick den i ett upprustningsarbete där en sektion av E4:an byggdes om från landsväg till motorväg. Bron är 363,5 meter lång och har en höjd av 27 meter över Lagan. Brons pelare står parvis och totalt finns det 5 pelarpar eller 10 pelare. Fyra av pelarparen står norr om Lagan medan ett pelarpar står på den södra sidan om ån. Bron har två körbanor och är egentligen byggd som två parallella broar med enbart en decimeters avstånd från varandra. Den östra körbanan är för norrgående trafik och den västra för södergående. Utmärkande för bron är de tunna pelarna som ska ge bron en smäcker form. Bron började byggas hösten 2003 och öppnades för trafik den 15 november 2005. Bron ritades av bro- och Landskapsarkitekt Inger Berglund, Falun.  

## Andra broar som kallas Laganbron
E4 passerar över Lagan sex gånger: fem gånger på motorvägsbroar och en gång utanför samhället Lagan där E4 är motortrafikled. Vid utloppet i Laholmsbukten passerar även motorvägen E6 ån.